# Sociedade do Santíssimo Nome
A Sociedade do Santíssimo Nome, formalmente conhecida como Confraria do Santíssimo Nome de Deus e Jesus, é uma confraria católica romana de leigos e é uma das várias que estão sob os cuidados da Ordem Dominicana. É aberto a todos os adultos católicos. O objetivo principal da sociedade é gerar reverência pelo Santo Nome de Deus e Jesus Cristo; dedica-se também a reparar, em particular, por blasfêmia, perjúrio e imoralidade.

## História
O Concílio de Lião em 1274 enfatizou a necessidade de os fiéis terem uma devoção especial ao Santo Nome de Jesus. Os dominicanos, que estavam divulgando ativamente a mensagem cristã neste momento em uma cruzada contra os albegenses, aceitaram o desafio e pregaram o poder do Santo Nome de Jesus. Eles espalham a devoção de forma extremamente eficaz. Em cada igreja dominicana, altares, confrarias e sociedades foram erguidos em todos os lugares em honra do Santo Nome.
A devoção cresceu rapidamente com a pregação da ordem dominicana e vários santos (incluindo Bernardino de Siena, um franciscano, e João de Capistrano ). A devoção e as confrarias foram impulsionadas por várias concessões de indulgências do Papa Bonifácio IX  e do Papa Júlio II.
A primeira Sociedade do Santo Nome no sentido moderno foi fundada no início do século XV por Dídaco de Vitória, um dos maiores pregadores da devoção ao Nome Divino. Ele fundou a "Sociedade do Santíssimo Nome de Deus". e criou uma regra para seu governo cujo propósito "era suprimir a horrível profanação do Nome Divino por blasfemos, perjuros e por homens em sua conversação ordinária". Muito depois da morte de Dídaco em 1450, o Papa Pio IV aprovou a sociedade em 13 de abril de 1564. Em anos posteriores, a Sociedade do Santíssimo Nome de Deus fundiu-se com a "Confraria do Santíssimo Nome Jesus", mantendo a regra estabelecida por Dídaco. A sociedade passou a ser também conhecida sob o título de "Confraria Contra Juramentos". Vários Papas após Pio IV nos séculos XVI e XVII também fizeram da Confraria um objeto de especial preferência, incluindo, principalmente, oPapa Inocêncio IX que incentivou fortemente sua promoção e emitiu ordens regulando sua organização.
O próximo grande passo na formação da sociedade moderna veio em 21 de junho de 1571, quando São Pio V emitiu seu Motu proprio " Decet Romanum ", que restringia a construção canônica da confraria inteiramente à jurisdição da Ordem Dominicana e formalmente reconheceu "A Confraria dos Santíssimos Nomes de Deus".
Uma fusão final ocorreu em 26 de maio de 1727, quando o Papa Bento XIII confirmou os vários privilégios tanto da "Confraria do Santo Nome de Deus" quanto da "Sociedade do Nome de Jesus" em seu documento Pretiosus. As duas confrarias foram essencialmente fundidas sob o nome "A Confraria dos Santíssimos Nomes de Deus e Jesus", e os direitos exclusivos de seu governo foram dados aos dominicanos. Para estabelecer uma Sociedade do Santo Nome local, a aprovação deve ser concedida pela ordem dominicana, na forma de Cartas Patentes.
Até as reformas conciliares da década de 1970, a Sociedade do Santíssimo Nome era uma sociedade para homens. Embora algumas sociedades paroquiais do Santíssimo Nome ainda sejam exclusivamente masculinas, a Sociedade do Santíssimo Nome como um todo agora dá as boas-vindas a homens e mulheres católicos.

## Requisitos de associação
A adesão está aberta a católicos praticantes com mais de 18 anos. A adesão à Sociedade do Santíssimo Nome é tipicamente no nível paroquial. Um candidato pode ingressar como membro noviço se residir em uma área onde não haja Paróquia, Decanato ou Sociedade (Arqui)diocesana do Santo Nome ativo.
Durante um noviciado (período de teste), os candidatos passam por um período de orientação onde aprendem a história, propósito, missão, Benefícios Espirituais da membresia, as Obrigações da Membresia e o Juramento do Santo Nome. “Devem ser-lhes entregue uma cópia da Constituição e Regulamentos da Sociedade Paroquial para que compreendam plenamente o propósito da Confraria e como ela é governada. Durante o noviciado... os noviços devem demonstrar sua sinceridade e compromisso participando de todas as conferências espirituais, atividades devocionais e assembléias." 
Um candidato se torna um membro pleno após passar pela Cerimônia de Indução, que normalmente é realizada na Festa do Santíssimo Nome de Jesus, 3 de janeiro de  com seu nome sendo registrado no Registro Oficial da Sociedade.

### Indução
Esta cerimónia, que se realiza tipicamente na Festa do Santíssimo Nome (3 de Janeiro), consiste numa profissão de fé numa sociedade paroquial credenciada à Ordem Dominicana, bem como numa série de promessas solenes. Essas promessas devem observar as regras e constituições da Sociedade; amar e respeitar o Santo Nome; abster-se de blasfêmia; reverenciar a lei divina e respeitar a lei civil e a autoridade civil; amar o Papa e ser membro pleno da Igreja Católica; acreditar nos ensinamentos da Igreja e ensiná-los a outros; e receber os sacramentos regularmente, orar com frequência e realizar regularmente obras de mortificação física e mental.
Seguindo as promessas solenes, os membros recebem o manual e um símbolo abençoado da Sociedade (geralmente um broche de lapela). 

## Símbolos da Sociedade
A Sociedade faz uso do símbolo da cabeça de um homem, encimado por uma auréola raiada, com uma pequena cruz latina diante da boca. O lema da Sociedade é "Santificado seja o Teu Nome", que fica na borda inferior do símbolo, a borda superior com as letras "HNS", referindo-se às iniciais da Sociedade. 

## Atividades
O apostolado da sociedade é ajudar nos ministérios paroquiais realizando as Obras de Misericórdia Corporais: alimentar os famintos, vestir os nus, dar de beber aos sedentos, abrigar os sem-teto, cuidar dos doentes, visitar os presos e enterrar os mortos; bem como as Obras de Misericórdia Espirituais: converter os pecadores, instruir os ignorantes, aconselhar os rebeldes, confortar os aflitos, suportar as adversidades com paciência, perdoar as ofensas e orar pelos vivos e pelos mortos.

### Ministério diocesano e carcerário
A Sociedade os realiza de maneira específica em nível local, trabalhando em projetos arquidiocesanos. A National Association of the Holy Name Society, no entanto, trabalha com a Prison Community no Estado da Pensilvânia (EUA), e tem feito isso nos últimos 23 anos.

### A canonização do Beato João de Vercelli
A outra causa buscada pela Sociedade é a canonização do Beato João de Vercelli, pela qual são feitas orações em todas as reuniões da Sociedade. Ele é considerado o "Pai Fundador" da Sociedade do Santo Nome, pois foi ele quem ofereceu a Ordem Dominicana para o dever de promover a devoção ao Santo Nome no Segundo Concílio de Lyon em 1274 (devido à morte de Tomás de Aquino a caminho do concílio). Ele era um homem instruído, fortemente envolvido no Concílio. Ele foi, entre outras coisas, quase eleito papa, e havia sido Mestre Geral da Ordem Dominicana.

## Distribuição mundial
A Sociedade também é encontrada em outros países, embora não tão fortemente quanto nos Estados Unidos. AAustrália tem várias filiais; no entanto, os números diminuíram em comparação com os números da década de 1950, quando o número de membros era superior a 100.000. A Sociedade teve um breve reavivamento a partir de 1998, quando a sociedade foi canonicamente erigida em Melbourne com aprovação eclesiástica, embora nenhuma filial subsequente tenha sido erguida.